# Gregor V. (Patriarch)

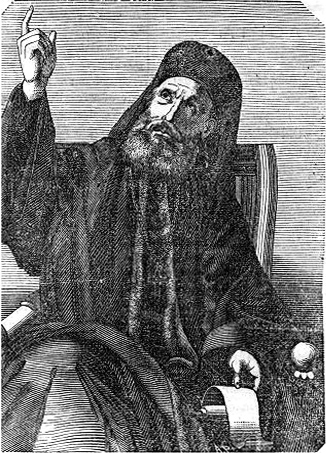
Patriarch Gregor V.

Gregor V. (griechisch Γρηγόριος Ε΄; * um 1745 in Dimitsana, Arkadien als Georgios Angelopoulos, Γεώργιος Αγγελόπουλος; † 22. April 1821 in Konstantinopel) war Ökumenischer Patriarch von Konstantinopel und Ethnarch der Rum-Millet (rum milleti) im Osmanischen Reich in den Jahren 1797 bis 1798, 1806 bis 1808 und 1818 bis 1821. Er starb eines gewaltsamen Todes.
Angelopoulos erhielt in Athos eine wissenschaftliche Ausbildung und zog sich dann einige Jahre als Eremit zurück. Im Jahr 1784 stieg er zum Erzbischof von Smyrna auf. Am 1. Mai 1797 wurde er gewählter ökumenischer Patriarch von Konstantinopel. Nach dem Ägyptenfeldzug Napoléon Bonapartes wurde im Osmanischen Reich gemutmaßt, dass die Griechen mit den Franzosen insgeheim im Bündnis stünden. Dies ließ einige Türken den Kopf Gregors fordern. Mit Billigung des Sultans Selim III. wich das Kirchenoberhaupt auf den Berg Athos aus, bis sich die Wogen geglättet hatten und er seine Amtsgeschäfte wieder ausüben konnte.
Gregor war in seiner Amtszeit für die Wiederherstellung der patriarchalischen Kathedrale St. Georg verantwortlich, die durch ein Feuer im Jahr 1738 stark beschädigt worden war. Ferner übersetzte er die Briefe des Apostels Paulus ins Neugriechische und kommentierte sie.
Nach Beginn des griechischen Unabhängigkeitskampfes wurde Gregor V. als Ethnarch der griechischen Religionsgemeinschaft im Osmanischen Reich vom Sultan Mahmud II. für sein Unvermögen, den griechischen Aufstand zu unterdrücken, getadelt. Der Patriarch hatte anscheinend heimliche Verbindungen mit Rebellen, doch öffentlich ermahnte er im Jahr 1821 die Griechen zum Gehorsam gegenüber dem Staat. Am 21. März 1821 verhängte er über Aufständische einen Kirchenbann. Seine nächste Umgebung versuchte vergeblich, den Patriarchen zu überzeugen, Konstantinopel im Hinblick auf seine potenzielle Gefährdung bei einer griechischen Revolution zu verlassen, welche schließlich am 25. März 1821 ausbrach.
Die Flucht der Gregor V. anvertrauten Familie des Fürsten Murusis aus der Walachei nahmen ihm die Osmanen übel, obwohl er selbst nichts zum Entkommen beigetragen hatte. Am Ostersonntag 1821 wurde der Patriarch nach dem Feiern der Osterliturgie im Zuge des Massakers von Istanbul beim Verlassen der Kathedrale gegen 10 Uhr auf Befehl des Sultans von Janitscharen festgenommen. Sie lieferten Gregor V. ins Gefängnis ein, wo er Folterungen ausgesetzt war.

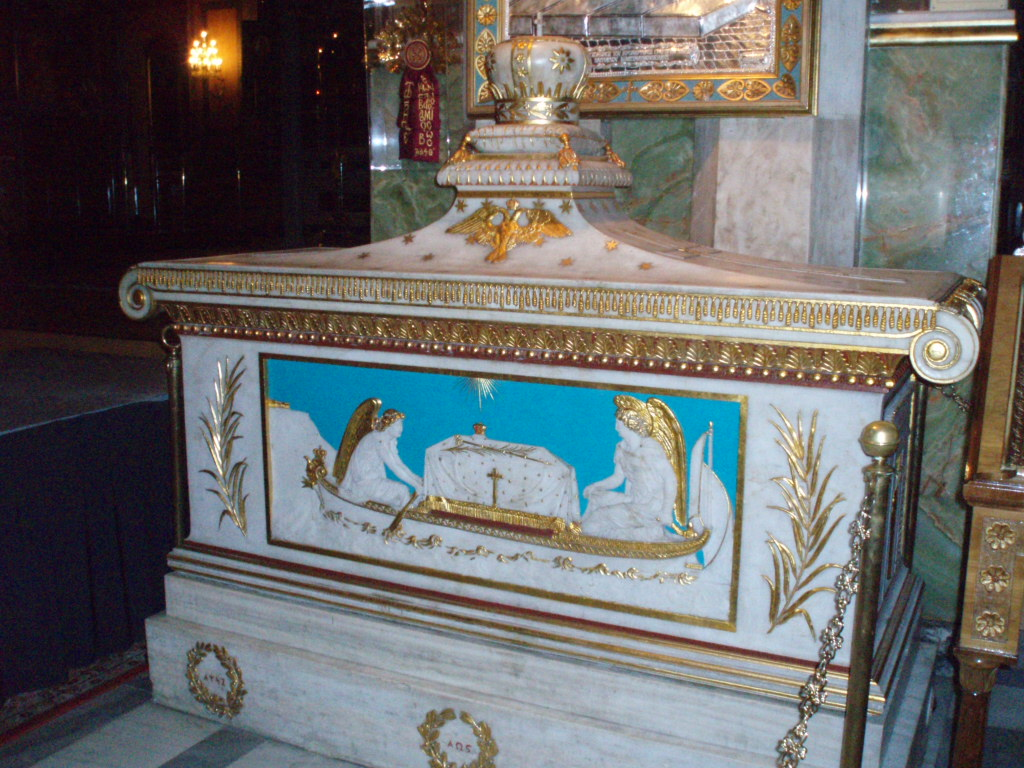
Gregor-Schrein in der Kathedrale von Athen

Am Nachmittag des 22. April (10. April nach julianischem Kalender) wurde das Kirchenoberhaupt gegen 15 Uhr schließlich am Haupteingang zum Patriarchengebäude aufgehängt. Der Körper des Toten wurde zwei Tage später durch die Straßen geschleift und in den Bosporus geworfen. Griechische Seeleute bargen die Leiche und brachten sie nach Odessa, wo sie bestattet wurde. Auf Wunsch der griechischen Regierung wurden die Gebeine im Jahr 1871 nach Athen überführt, wo sie in der Metropolitankathedrale ruhen.
Zum Gedenken an den Toten wurden die Haupteingangstore des Patriarchengebäudes 1821 in Konstantinopel geschlossen und sind seitdem zugeschweißt. Die östliche Kirche verehrt den am 8. April 1921 heiliggesprochenen Gregor V. als Märtyrer.
Im Jahr 1872 wurde vor der Athener Universität ein Denkmal für Gregor V. aufgestellt.